# Àlex Broch i Huesa
Àlex Broch i Huesa (Gràcia, Barcelona, 19 de desembre de 1947) és un crític literari, assagista, escriptor, professor universitari i editor català.
Llicenciat en Filologia Hispànica, i DEA en Filologia Catalana, va començar encara d’estudiant a dedicar-se a la difusió, la gestió, l'ensenyament i l'estudi de la cultura literària i escènica catalana. A partir de 1973, a més de ser professor titular d’institut, Broch fa crítica de teatre, i col·labora regularment a Canigó, El Pont, El Correo Catalán, La Vanguardia, l’Avui, Serra d’Or i Televisió Espanyola als Estudis de Miramar, on va fer programes de difusió cultural. Ha estat director de la revista Estudis Escènics de l'Institut del Teatre, és membre del consell de direcció de la col·lecció de clàssics grecs i llatins Bernat Metge. Del 1979 al 1985 fou secretari del Centre Català del PEN Club Internacional.
Entre els anys 1995 i 2005 ha estat professor de Literatura Catalana Contemporània a la Universitat Rovira i Virgili, i des del 1995 ho és d’Història del Teatre Universal a l'Institut del Teatre.
Més enllà de l’activitat docent i de recerca, s'ha dedicat professionalment a la tasca d'editor, responsabilitzant-se de la direcció de diverses col·leccions d'Edicions de la Magrana entre 1980 i 1987). També ha estat director literari adjunt d'Edicions 62 i Editorial Península entre 1988 i 1995, i assessor literari d'Edicions Proa entre 1998 i 2007, i també al Grup Enciclopèdia Catalana. En l’àmbit castellà ha dirigit Clásicos Universales a l’editorial Océano/Losada (1998-2002). Com a crític i investigador és autor dels llibres Literatura catalana dels anys setanta (1980), Literatura catalana: balanç de futur (1985), Literatura catalana dels anys vuitanta (1991), Forma i idea en la literatura contemporània (1993), Miquel Martí i Pol: vida i poesia (2006) i Sobre poesia catalana. Lectures crítiques 1973-2006 (2007). També és autor de les antologies de narració Joc d’asos (1981) Mà de reis (1985) i de les de poesia Poesia catalana. Antologia 1939-1968 (1985), Antologia poètica (1999) de Miquel Martí i Pol i Antologia bufa (2002) de Pere Quart i coantòleg de Cuba en la literatura catalana (2002).
També ha preparat antologies de poesia i narrativa que han estat traduïdes i publicades a Eslovènia, Rússia, Alemanya i Portugal. Coautor de Panorama de la literatura catalana (1998), en el camp de la teoria crítica ha estat antòleg i curador de la versió catalana del recull d’assaigs Lingüística poètica i altres assaigs (1989) de Roman Jakobson. Ha participat en diversos llibres col·lectius i ha investigat i publicat nombrosos articles sobre la presència de Barcelona en la narrativa estrangera i l’obra crítica de Josep Maria Castellet. A més, ha estat director del Diccionari de la literatura catalana (2008), publicat pel Grup Enciclopèdia Catalana, i de la Història de la literatura catalana (2013).
Però Broch també ha transitat pel món de la narrativa de ficció, amb obres no tan conegudes com Els cercles de la vella (1973), que no van tenir continuïtat. Però, arran de les Trobades d’Escriptors als Pirineus, que organitzen el Consell Cultural de les Valls d'Àneu, es compromet a escriure com a mínim un conte cada any. El més antic d’aquesta nova etapa és «Com abans» de l’any 2000, i el darrer és «La noia d’Alós», del 2011.